# Safe (2012)
Safe is een Amerikaanse actiefilm uit 2012 geregisseerd door Boaz Yakin en met Jason Statham in de hoofdrol. De film werd opgenomen van oktober tot december 2010 en ging in New York in première op 16 april 2012. De kritieken waren gematigd positief. Bij Rotten Tomatoes scoort de film 57%, bij Metacritic 55% en bij IMDB 65%. In de bioscopen was het een beperkt succes. De film kostte zo'n 24 miljoen euro en bracht er zo'n 29 miljoen euro op.

## Verhaal
Luke Wright deed vroeger het vuile werk voor de New Yorkse politie. Thans vecht hij voor geld in door de maffia gecontroleerde kampen. Als hij een gevecht wint dat hij moest verliezen vermoordt de Russische maffia zijn zwangere vrouw en belooft iedereen met wie hij omgaat ook te doden. Daarom gaat hij als dakloze ronddolen.
Terzelfder tijd wordt in China het hoogbegaafde meisje Mei ontvoerd door de Chinese maffia en naar New York gestuurd om de boekhouding bij te houden zonder dat er iets neergeschreven moet worden. Een jaar later moet ze een lange code van buiten leren. Kort hierop wordt ze door de Russische maffia ontvoerd.
Ze kan echter ontsnappen en loopt de metro in. Daar wil Luke net onder een trein springen als hij ziet hoe het meisje zich verbergt voor Russische gangsters en op de trein glipt. Luke springt achter op de trein en slaat de gangsters in elkaar, waarop het meisje voor hem vlucht. Op straat wordt ze echter tegengehouden door corrupte agenten die zaken doen met zowel de Russische- als de Chinese maffia. Luke kent de agenten van vroeger, slaat ze in elkaar en gaat er met Mei vandoor.
Luke neemt Mei mee naar een hotel, waar ze hem de code die in de code is verborgen verklapt. Luke leidt af dat het de combinatie van een kluis is. De Chinezen kunnen Mei echter traceren en bezetten het hotel. Een hevig vuurgevecht met de politie volgt en terwijl Luke met de Chinezen vecht, ontsnappen die met Mei. Luke kan Vassily, de zoon van de Russische maffiabaas, gevangennemen en leert zo dat het om een kluis in het casino van de Chinese maffia gaat, waarin dertig miljoen dollar ligt.
Luke contacteert zijn voormalige collega's om het casino te overvallen en de buit te delen. Die verraden hem echter en Luke dood ze. Met de dertig miljoen kan hij zijn voormalige partner Alex overhalen om Mei te bevrijden. Alex vertelt hem over een tweede brandkast van de burgemeester van de stad, met daarin een cd met gegevens over diens zaken met de maffia. Alex maakt een afspraak met de Chinezen en doodt ze met gemak. Intussen gaat Luke bij de burgemeester de cd halen.
Daarna spreken Luke en Alex af en ze besluiten het uit te vechten. Mei, die Alex' eerder zag vechten, schiet Alex echter neer met diens eigen pistool. Nadien geeft hij de politiechef vijftigduizend dollar om hen met rust te laten en laat Vassily gaan. De rest van het geld stuurt hij naar triadeleider Han om Mei vrij te kopen. Ook verstopt hij verscheidene kopieën van de cd om zich in te dekken tegen de corrupte burgemeester. Dan vertrekt hij met Mei naar Seattle, waar Mei naar een school voor hoogbegaafde kinderen kan gaan.

## Rolverdeling
- Jason Statham als Luke Wright, de protagonist.
- Catherine Chan als Mei, het Chinese meisje.
- Robert John Burke als kapitein Wolf, de politiechef.
- Chris Sarandon als Danny Tremello, de burgemeester van New York.
- Anson Mount als Alex Rosen, Lukes' voormalige collega.
- James Hong als Han Jiao, de Chinese triadeleider.
- Reggie Lee als Quan Chang, het triadelid.
- Sándor Técsy als Emile Docheski, de Russische maffialeider.
- Joseph Sikora als Vassily Docheski, Docheski's zoon.